# Vitruvius (architect)

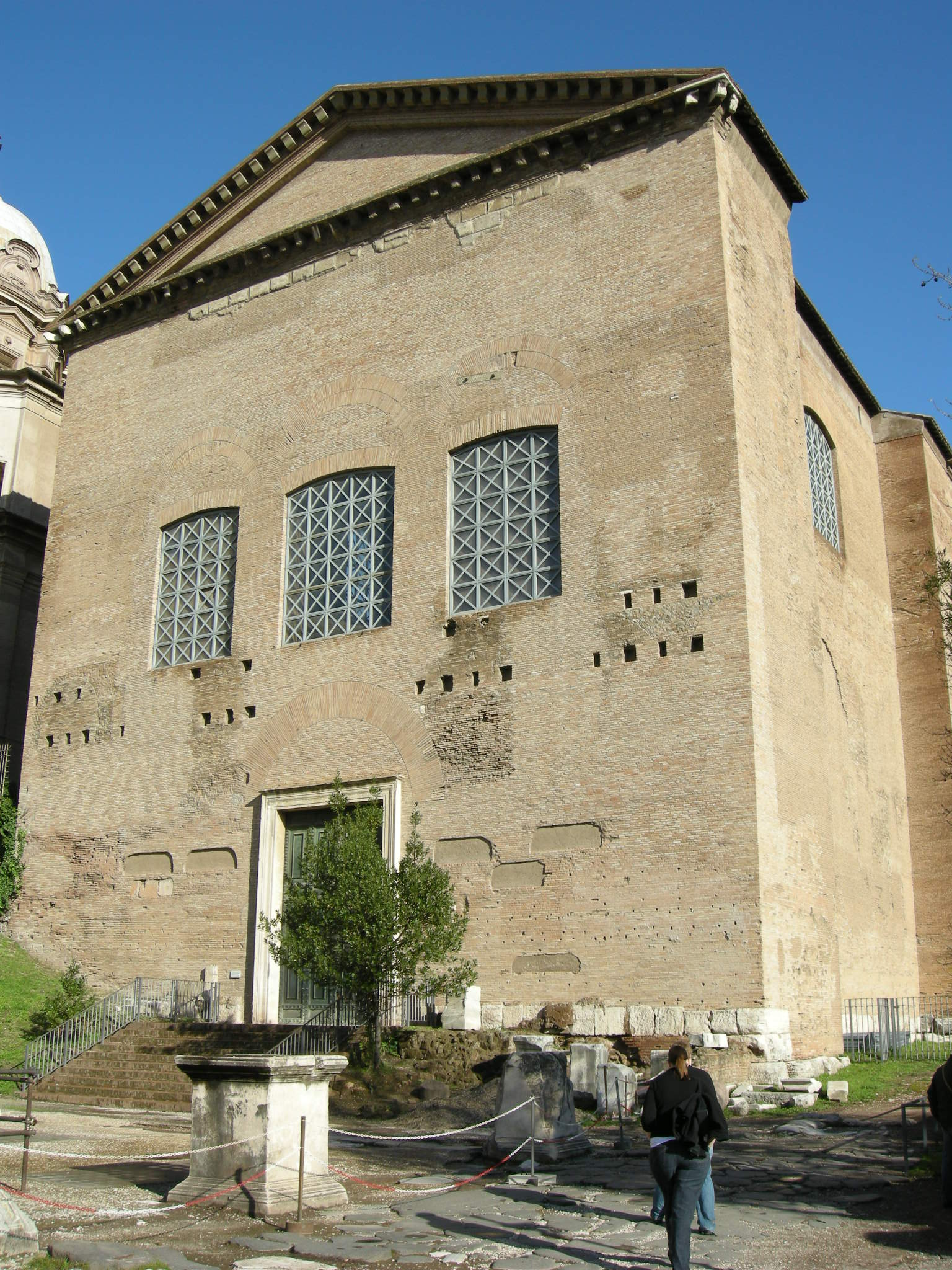
De "Curia Julia" op het Forum Romanum

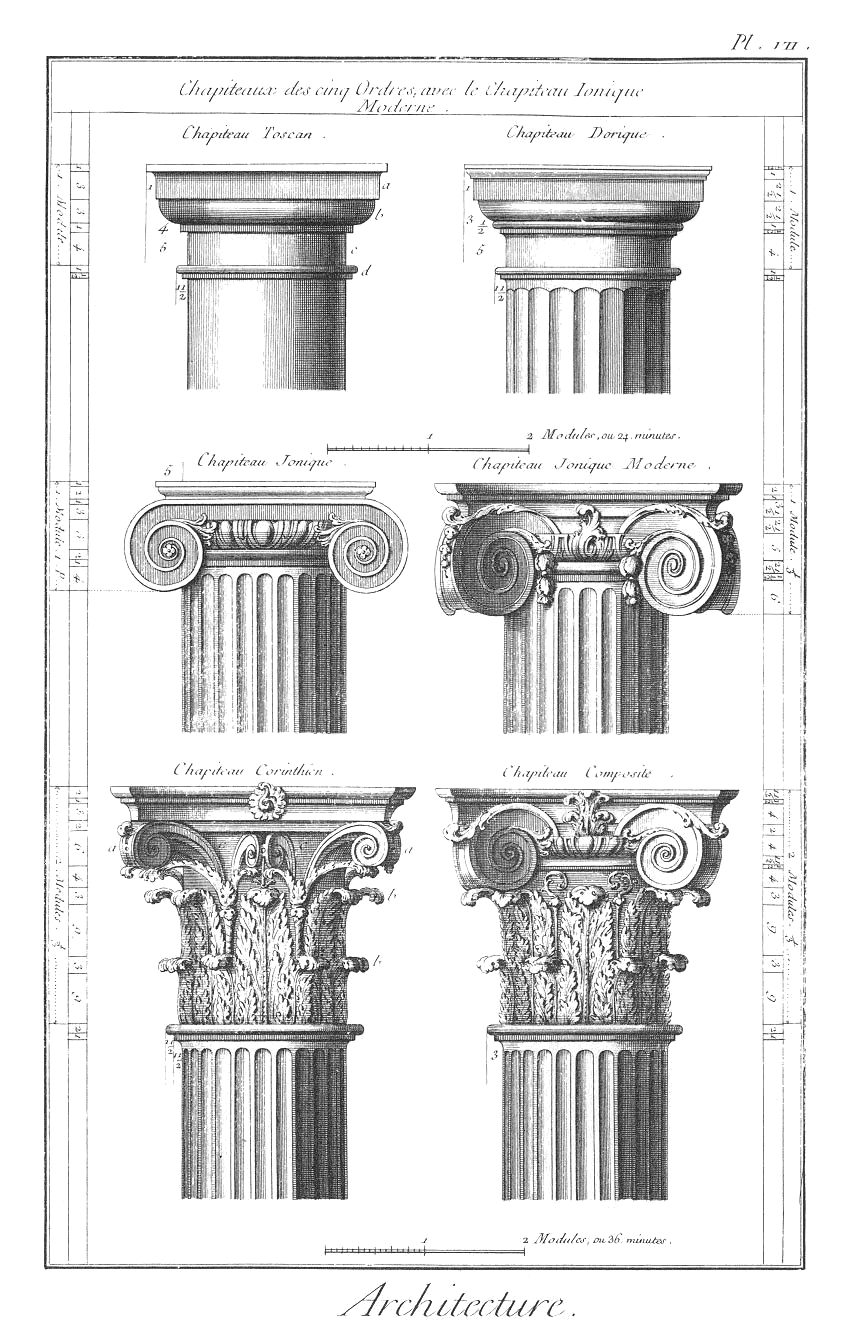
Zuilorden

Marcus Vitruvius Pollio (± 85 – 20 v.Chr.) was een Romeins militair, architect en ingenieur.
Vitruvius (zijn pre- en cognomen zijn niet bewezen) is bekend als auteur van De Architectura libri decem (De bouwkunst, in tien delen), een soort 'stalenboek' van de bouwkunde, breed opgezet vanuit eigen ervaring, maar ook vanuit oudere Griekse verhandelingen, die in Vitruvius' tijd voor een deel als ouderwets moeten hebben gegolden.
Dat Vitruvius zo'n langdurig Nachleben heeft gehad, is een gevolg van de omstandigheid dat zijn verhandeling de enige was van deze omvang en diepgang die uit de klassieke oudheid bewaard is gebleven. Vandaar ook dat het boek sinds de renaissance een bijzondere sterke invloed heeft uitgeoefend op geschriften die op hun beurt weer aan de basis lagen van de stijl die wij het 'neoclassicisme' noemen.

## Biografie
Van Vitruvius' leven is alleen bekend wat hij er in de inleidingen bij De Architectura zelf over heeft verteld. De iets jongere waterbouwkundige Sextus Julius Frontinus maakte dankbaar gebruik van zijn werk en noemde hem Vitruvius de architect. Plinius de Oudere parafraseert Vitruvius in een passage over mineralen, zonder echter expliciet zijn naam te vermelden.
Vitruvius' geboorteplaats is niet met zekerheid bekend, maar is hoogstwaarschijnlijk Fondi of Verona geweest.
Zeer waarschijnlijk diende Vitruvius in de jaren 50 van de eerste eeuw voor Christus als genie-officier (praefectus fabrum) in het leger van Julius Caesar. Volgens boek I, 1,2, werkte hij als artillerist bij de Ballista, het derde soort wapen in het Romeinse leger. Als 'praefectus' stond hij aan het hoofd van de ballista en gaf hij leiding aan de doctores ballistarum (artillerie-experts) en aan de libratores die de machines bedienden.
Na de moord op Caesar in 44 v.Chr. sloot Vitruvius zich aan bij het kamp van Caesars achterneef Octavianus, de latere keizer Augustus. Op aandringen van zijn zus Octavia verleende de keizer Vitruvius een pensioen, wat hem financiële onafhankelijkheid garandeerde Het verschafte hem bovendien de tijd om te werken aan zijn boek. Uit dankbaarheid hiervoor droeg Vitruvius zijn verhandeling aan de keizer op.
Het enige gebouw waaraan Vitruvius zijn naam heeft verbonden is een basilica (vaak gebruikt voor gerechtsgedingen) voltooid in 19 v.Chr. Deze stond in Fanum Fortunae, het huidige Fano aan de Adriatische kust. De plaats van deze basilica is onbekend, maar er zijn pogingen gedaan haar in grote lijnen te reconstrueren. Geopperd is wel dat de kathedraal in Fano een voortzetting was van een Romeinse openbaar gebouw, wat in de vroegchristelijke tijd wel vaker voorkwam. Vitruvius' basilica zou dan opgegaan kunnen zijn in de latere kerk, al lijkt dit wel erg ver gegrepen.
Vitruvius wordt terecht wel 'de eerste ingenieur' genoemd. Een benaming die het Romeinse architectus waarschijnlijk meer recht doet dan ons huidige architect of bouwmeester.
Behalve met zijn militaire werk heeft Vitruvius ook nog het nodige bijgedragen aan de waterhuishouding. Hij heeft namelijk in 33 v.Chr. en later aquaducten gebouwd.

## Zijn werk
De Architectura libri decem zijn niet de enige, maar wel de veruit meest uitvoerige brontekst over bouwkunde uit de Grieks-Romeinse Oudheid. Daarbij valt het zonder meer op dat bouwwerken uit de Augusteïsche tijd nauwelijks worden genoemd. Voor een belangrijk deel lijkt dit een gevolg van de Griekstalige verhandelingen die Vitruvius ter beschikking stonden, in tegenstelling tot een meer op de dagelijkse praktijk gerichte Romeinse traditie die, net als in de Middeleeuwen, vooral mondeling werd doorgegeven. Dat Vitruvius de Grieken als voorbeeld aanhaalde behoeft overigens geen verwondering: zij waren de uitvinders van de tot in de perfectie uitgewerkte Dorische, Ionische en Corinthische stijlen.
De Architectura is ook een verhaal over de oorsprong van het bouwen en moet wellicht gezien worden als een soort catalogus voor Augustus bij de opbouw van Rome. Met het samenstellen van dit boek wilde de auteur niet alleen dankbaarheid tonen aan de keizer, maar ook roem winnen bij het nageslacht. Toch vindt hij zichzelf geen stylist.
Volgens de literatuurhistorici voltooide Vitruvius het boek rond 25 v.Chr. In elk geval was Octavianus toen al (sinds 27 v.Chr.) keizer, zoals hij door Vitruvius ook wordt betiteld.
Met de naam Architectura bedoelde Vitruvius iets anders - en vooral méér - dan wat wij tegenwoordig onder architectuur verstaan. Voor hem was architectuur bijvoorbeeld ook een symbolische navolging van de orde in de natuur. Vogels en bijen bouwen nesten voor beschutting tegen elementen, dus bouwen mensen huizen van natuurlijke materialen, die hen beschutting geven.
De architectura is opgedeeld in 10 'boeken' of hoofdstukken, waarvan de oude handschriften geen titel vermelden. 
Algemeen kan gesteld worden dat Boek 1 (Architectuurtheorie en stadsaanleg) en Boek 2 (Bouwmaterialen) het ontstaan van de architectuur toelichten. Een belangrijke voorwaarde daarbij is, dat een architect volgens boek 1 over een zeer uiteenlopende kennis moet beschikken, zoals filosofie, natuurkunde, muziek, geneeskunde, recht en astronomie, een type mens die in de renaissance wel als 'Uomo universale' werd aangeduid.
Boek 3 en Boek 4 gaan over openbare religieuze gebouwen (De Dorische, Ionische en Tuscische tempel) met de daarbij passende 'symmetrie' (geen spiegelbeeld maar juiste maatverhouding!) zowel voor tempels als voor het menselijk lichaam.
Boek 5 gaat over profane openbare gebouwen en Boek 6 over particuliere gebouwen.
Boek 7 over wand- en vloerdecoraties omvat principes met betrekking tot de uiterlijke afwerking en het interieur.
Boek 8 handelt over watervoorzieningen. Door het bouwen van aquaducten kon Vitruvius hier teruggrijpen op zijn eigen ervaringen. In het boek staat waar men water kan vinden, wat water precies is, hoe regen ontstaat, hoe men een waterleiding kan aanleggen en hoe de kwaliteit van water kan worden gemeten. Dit laatste was zonder meer van levensbelang: omdat de binnenleidingen boven in de aquaducten vaak van lood werden gemaakt, was er na verloop van tijd steeds meer risico op loodvergiftiging. En omdat de gezondheid Vitruvius meermaals na aan het hart blijkt te liggen is het logisch dat hij pleit voor een regelmatige controle van de waterleidingen.
De laatste drie boeken vormen in zekere zin een verhaal apart, omdat ze bij uitstek de werktuigbouw behandelen, zoals uurwerken en (krijgs-)machines. 
Die technische projecten zijn onder andere: de Hodometer, de Schroef van Archimedes en het aquaduct.
Op 10 plaatsen verwijst Vitruvius naar begeleidende tekeningen, die helaas de traditie niet hebben overleefd. Dit is zonder meer een verlies: niet alleen voor ons die dankzij de voortgang in de archeologie wat meer begrijpen van het specifieke idioom van de tekst, maar vooral voor de kopiisten van de vroege Middeleeuwen die het Latijn niet meer als moedertaal hadden en vaak maar moesten gissen naar de betekenis en vooral de juiste spelling.
Misschien wel het beroemdst zijn Vitruvius' drie basisprincipes voor goede architectuur: firmitas (stevigheid), utilitas (gebruiksvriendelijkheid) en venustas (schoonheid). Hij legt in zijn ontwerpen veel nadruk op de vuistregels waarop deze gebaseerd zijn, maar geeft ook aan dat een architect zich niet strikt aan deze regels hoeft te houden, al was het maar omdat de grondsoort en de beschikbare bouwmaterialen ter plaatse altijd konden verschillen.
Ondanks het feit dat Vitruvius, als oudgediende in het leger, een Romeinse genieofficier was - en dus een man van de praktijk - vallen vooral zijn Hellenistische bronnen op wanneer hij zijn corpus een meer theoretische onderbouwing wil geven. Een noodzaak die hij zelf verklaart vanuit het ontbreken van adequate Latijnse geschriften in zijn eigen tijd. Vandaar ook dat hij meermaals een poging doet om voor een Grieks begrip een Latijns neologisme in te voeren, zoals 'commensus' voor het Griekse 'symmetria'.
Een groot voordeel was dat Vitruvius leefde in een tijd waarin bepaalde zaken nog bestonden die nu verdwenen zijn. Daarbij sluit aan dat hij, vooral in de inleidingen, zijn louter bouwkundige richtlijnen bewust afwisselt met filosofische kanttekeningen en cultuurhistorische overwegingen. Wellicht was dit ingegeven door de wens om tegenover keizer Augustus de bouw- of ingenieurskunst vanuit het loutere handwerk te verheffen tot een heuse wetenschap. (Een houding die wij ook aantreffen bij de Florentijnse bouwmeester uit de renaissance Leone Battista Alberti, die De architectura duidelijk als model nam voor zijn eigen verhandeling over de bouwkunst.) Het boek is daardoor goed te volgen. Aanwijzingen leren dat hij een lange tijd heeft gedaan over het verzamelen van gegevens en het maken van aantekeningen voor zijn boeken.

## Verhoudingen

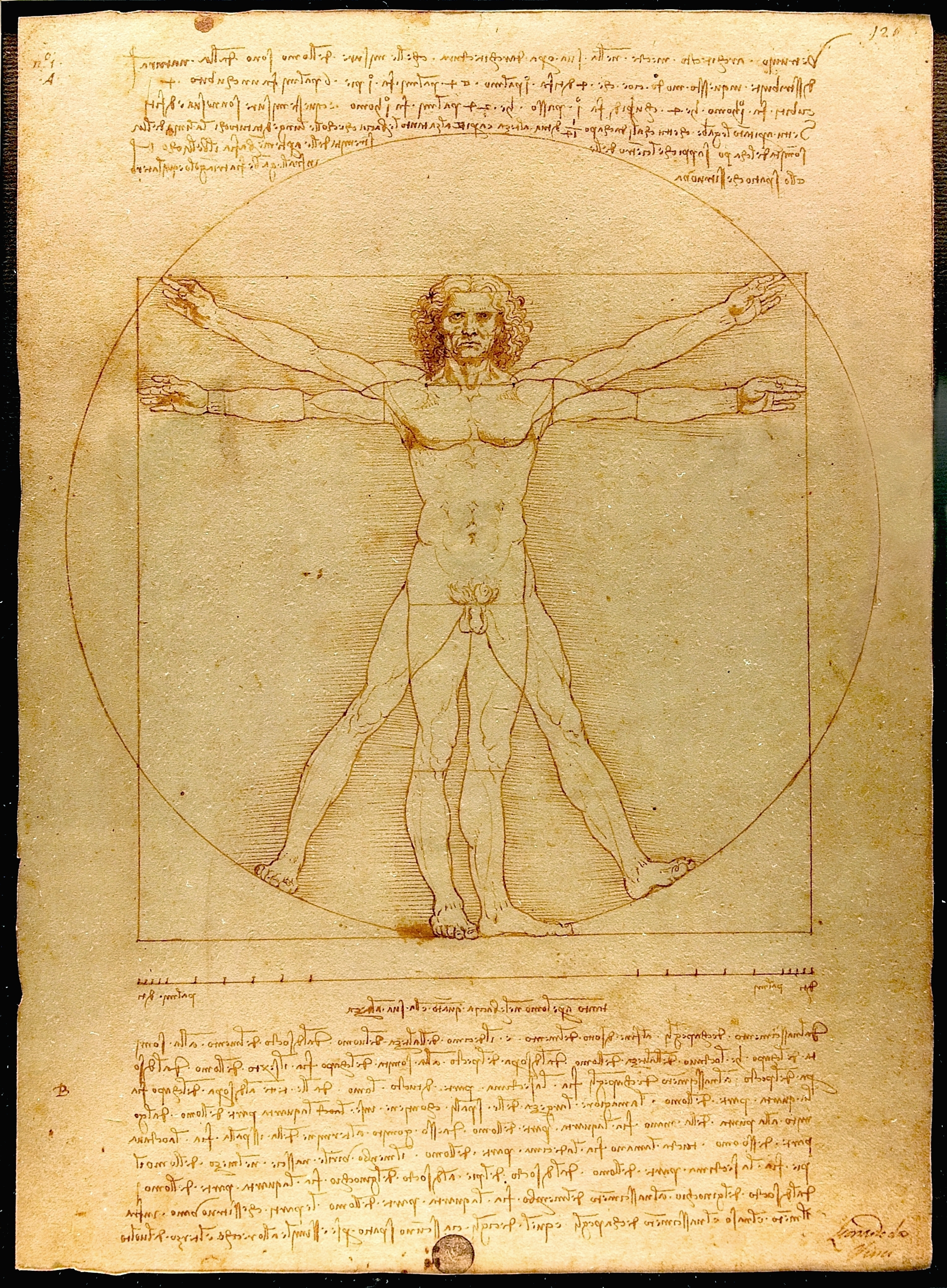
Da Vinci's Vitruviusman

Vooral de oorsprong van de stijlorden en de betekenis van het ornament nemen in het werk een vooraanstaande plaats in. De belangrijkste basisprincipes zijn ordinatio (afgeleide rangschikking) dat zorg draagt voor symmetria (de juiste onderlinge maatafstemming). Met behulp van dispositio (het tekenen op schaal) van deze ordening en van symmetrie ontstaat er een eurytmia (harmonische maatverhouding). Door bovendien distributio (het gebruik van de juiste materialen) in acht te nemen, doet de bouwmeester recht aan het principe van decor (een gepast voorkomen).
Zelf spreekt de auteur in zijn voorwoord over het "lichaam van de architectuur"; een perfect lichaam, om precies te zijn. Voor Vitruvius was het menselijke lichaam in dit opzicht het perfecte voorbeeld van een proportioneel geheel. Reeds bij Griekse beeldhouwers werd daartoe een canon gebruikt van zogenaamd ideale verhoudingen van de verschillende lichaamsdelen tot elkaar: de (incorrecte) Vitruviusman van Leonardo da Vinci weerspiegelt dit oeroude gebruik, dat al bij de Egyptische beeldhouwkunst werd toegepast. Een van zijn belangrijkste stellingen is dat de lengte, de breedte, de hoogte en de diepte van een gebouw de menselijke maat (de verhoudingen van het menselijk lichaam) dienen te weerspiegelen.
Verder beschreef Vitruvius drie zuilenorden (Ionisch, Dorisch en Korinthisch), waarbij de onderste diameter van de zuil als rekenfactor of 'modulus' diende voor het berekenen van de overige maten. Op zijn beurt kon de modulus weer een naar verhouding afgeleid deel van de totale breedte van de plattegrond zijn. Vitruvius zelf schreef de afmetingen voor van de Curia, de vergaderzaal voor de Romeinse senatoren op het Forum Romanum in Rome.

## Functionalisme

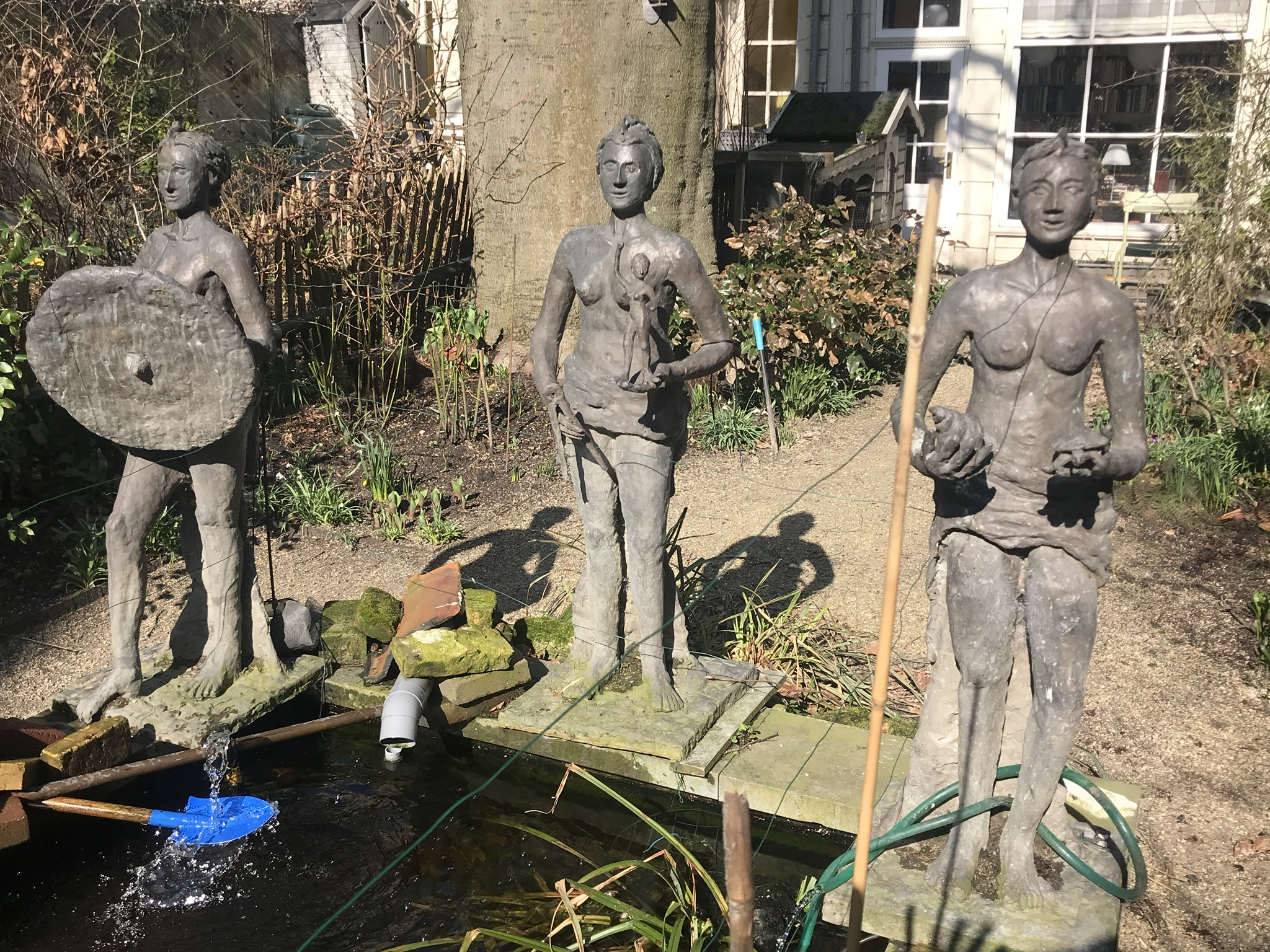
De drie vitruviaanse deugden, uitgebeeld door Wolbert Vroom

Ook het functionalisme is volgens de aanhangers ervan een bedenksel van Vitruvius. Het functionalisme houdt in dat bij een ontwerp of het gebruik van iets wordt uitgegaan van de functie die het voorwerp heeft. De schoonheid van een gebouw is zo, volgens Vitruvius, terug te vinden in de mate van functionaliteit (utilitas) van het gebouw. Maar Vitruvius laat zich niet zo gemakkelijk in een hokje duwen. Hij verbindt de utilitas (wij zouden zeggen 'gebruiksvriendelijkheid’) niet alleen aan de firmitas (of 'degelijkheid') , maar ook aan de venustas ('schoonheid'). Deze triade was volgens Vitruvius alleen mogelijk als alle onderdelen van een gebouw de juiste 'passende' maat hadden in verhouding tot het geheel en tot de overige maten: het gebonden systeem van de 'eurythmia'.
De ligging van huis en straat werd volgens Vitrivius bepaald door de elementen. Een huis mocht niet in de baan van de zon liggen, want dan zou het al in de ochtend te warm worden. En de straat mocht geen ruim baan geven aan de wind, want dan zouden de mensen ziek worden.

## Vertalingen
Eigentijdse vertalingen van De Architectura zijn er van de classicus Ton Peters, Handboek bouwkunde, Amsterdam 2004 en van de Maastrichtse architect J.A.H. Miälaret,  'Vitruvius' Tien Boeken over de bouwkunst, Maastricht 1914.
Zie verder ook: 
- (la) /(fr)  Pierre Gros e.a. (red.) (2003): Vitruve. De l'architecture. Parijs, Société d’Édition Les Belles Lettres, 10 dln. De beste en meest recente kritische uitgave, met commentaar.
- (la) /(de)  Curt Fensterbusch (1964): Vitruv. Zehn Bücher über Architektur, Darmstadt. De volledige tekst met vertaling in één band, eveneens met goed commentaar, maar op punten achterhaald door de hiervoor genoemde Franse uitgave. Praktisch is de Index vitruvianus bij deze uitgave van Hermann Nohl uit 1876, nadien meermaals herdrukt.
- Speciaal aan Vitruvius gewijd nummer van het Bulletin van de Koninklijke Nederlandse Oudheidkundige Bond, nr. 97 (1998), afl. 2 (bijdragen van Jos de Waele, Steven Surdèl en Koen Ottenheijm)
- (en)  Carol Herselle-Krinsky (1967): Seventy-Eight Vitruvius Manuscripts, Journal of the Warburg and Courtauld Institutes, vol. 30, pp. 36–70.

## Nachleben
In de 1ste eeuw wordt Vitruvius door Plinius de Oudere gebruikt als bron. In de 3e eeuw schreef Marcus Cetius Faventinus een uittreksel van De architectura met enkele aanpassingen, getiteld Artis architectonicae privatis usibus adbreviatus liber, waar, zoals de titel al zegt, alle informatie over publieke gebouwen is weggelaten. In de 4e eeuw verwerkte Palladius Rutilius Taurus Aemilianus de aanwijzingen van Vitruvius voor hereboerderijen in zijn verhandeling over de landbouw, getiteld Opus agriculturae. Getuige de vele handschriften was Vitruvius ook tijdens de Middeleeuwen bekend, al valt er enkel indirect bewijs aan te voeren voor de stelling dat zijn ontwerpmethode voor het afleiden van bouwmaten een meer dan opvallende gelijkenis vertoont met modellenboeken van Duitse ingenieurs uit de tijd van de Late Gotiek (Surdèl 1998).
De eerste geïllustreerde Latijnse editie werd gepubliceerd door Fra Giocondo in 1511. De eerste vertaling (in het Italiaans) was van de hand van Cesare Cesariano in 1521.
Er zijn talloze vertalingen gemaakt van De Architectura en dit in verschillende talen. Deze vertalingen leidden op hun beurt ook vaak tot eigen interpretaties.
Zo verschijnt in 1549 een Duitse verhandeling met als titel Vitruvius Teutsch. Daarin wordt de Vitruviaanse interpretatie van zuilschachten, ontstaan als geleidelijk geabstraheerde menselijke figuren, verder ontwikkeld als een mengeling in nieuwe richtingen van planten, ornamenten en lichaamselementen (mens en dier).
De invloed van Vitruvius is op theoretische architectuurbeschouwingen altijd veel groter geweest dan op de feitelijke bouwpraktijk. Na de Italiaanse renaissance waarin Vitruvius werd beschouwd als een (deels te verbeteren maar nooit te betwijfelen) autoriteit, sloeg de situatie in Frankrijk van de 17de eeuw geheel om. Onder andere Claude Perrault en de Philibert de l’Orme waren hierachter de drijvende (lees: puristische) krachten. Naarmate er meer bekend werd over de Klassieke Oudheid werd Vitruvius bijna verguisd omdat hij gebouwen die hij nooit had gezien verkeerd beschreef en daarbij gebouwen uit zijn eigen tijd ook nog eens had genegeerd. Vooral vanaf het maniërisme en de Barok was zijn ster tanende.

## Herontdekking

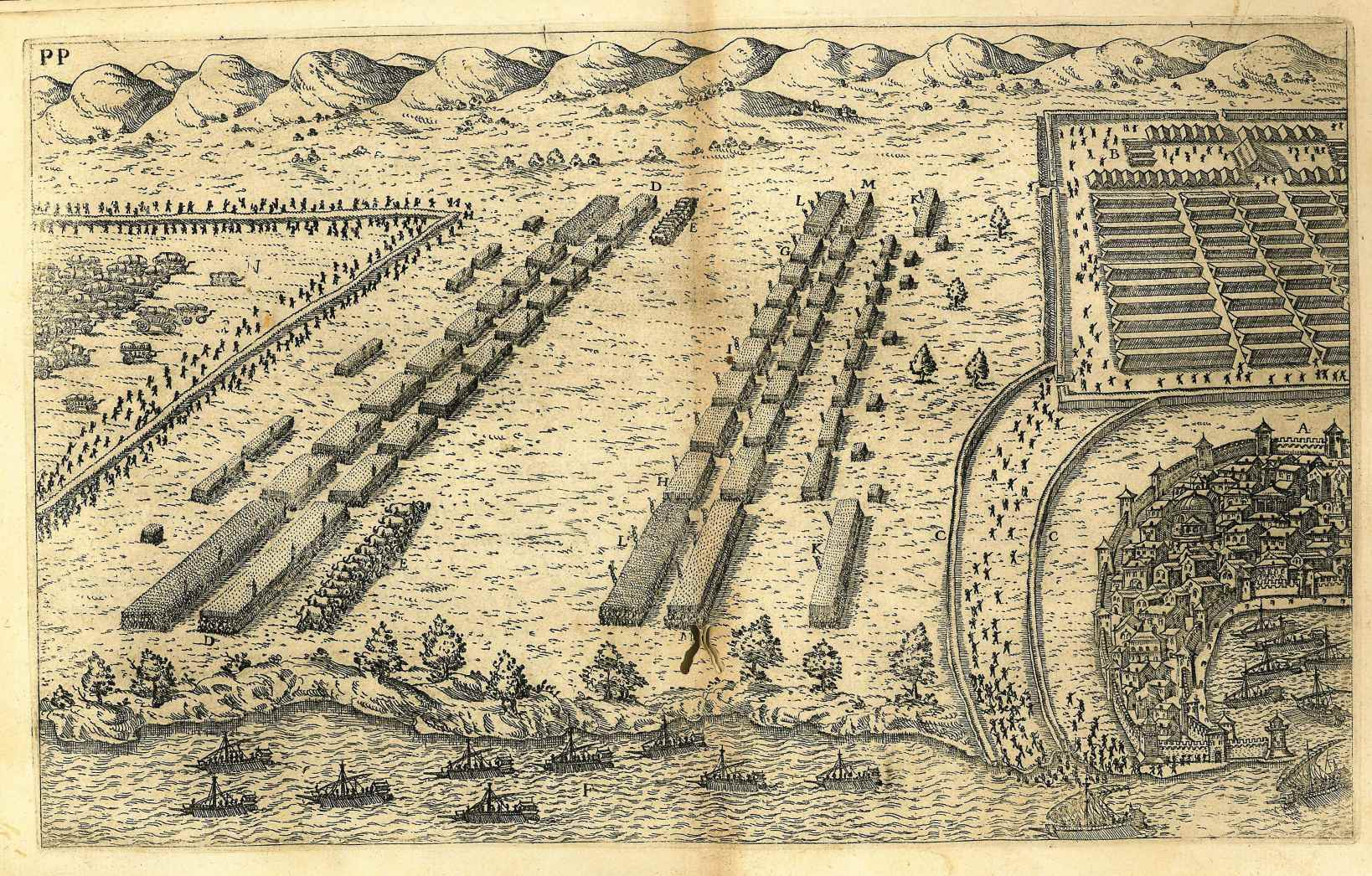
Slag bij Thapsus, gravure naar Andrea Palladio

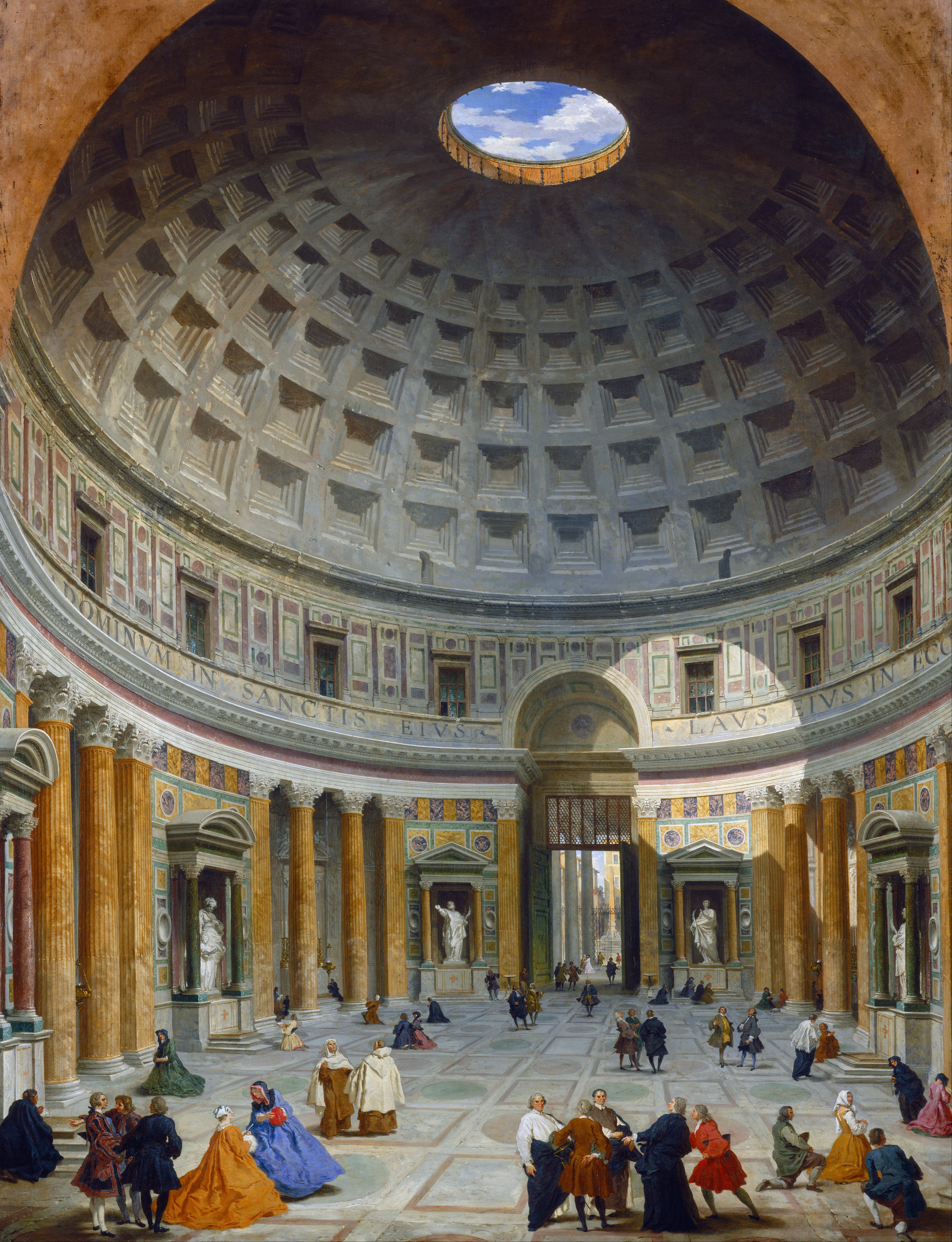
Interieur van het Pantheon (deel van een achttiende-eeuws schilderij van Panini). Een van de best bewaarde Romeinse gebouwen.

Men stelt weleens dat de renaissance begon in 1416 toen de Italiaanse humanist Poggio Bracciolini een manuscript van Vitruvius aantrof in het Zwitserse klooster van Sankt Gallen. Het is echter zeer de vraag of de als ijdel bekendstaande Poggio dit wel als een herontdekking mocht rondbazuinen, want van de bijna 80 Middeleeuwse handschriften van De architectura dateren de meeste uit het Italië van de 14e en 15e eeuw. Bovendien bevindt zich in de Bodleian Library in Oxford een Vitruviushandschrift met annotaties van Francesco Petrarca, die een eeuw voor Poggio leefde.
In de renaissance werd Vitruvius vereerd als een unieke bron van overlevering. Zijn technisch taalgebruik, met een sterke Griekse inslag werd echter als verwarrend ervaren, waardoor er veel ondermaatse kopieën ontstonden die met name geen recht deden aan het Griekse aandeel van Vitruvius' beschouwingen, zoals bij Alberti en Filarete. Zowel de traktaten van Alberti, Antonio Filarete, Francesco di Giorgio, Sebastiano Serlio, Andrea Palladio, Giacomo Vignola en Vincenzo Scamozzi werden geïnspireerd door dan wel gemodelleerd naar de principes van Vitruvius.
In 1542 werd een Vitruviaanse Academie opgericht in Rome.

## Vernoemingen
- Een kleine maankrater, Vitruvius (krater) is naar hem genoemd, net als de bergketen Mons Vitruvius vlakbij. De Apollo 17 landde in de buurt.